# Halectinosoma herdmani
Halectinosoma herdmani är en kräftdjursart som först beskrevs av T. Scott och A. Scott 1894.  Halectinosoma herdmani ingår i släktet Halectinosoma och familjen Ectinosomatidae. Arten är reproducerande i Sverige. Inga underarter finns listade i Catalogue of Life.